# (468302) 2015 FO211
(468302) 2015 FO211 es un asteroide perteneciente al cinturón de asteroides, descubierto el 21 de septiembre de 2009 por el equipo Spacewatch desde el Observatorio Nacional de Kitt Peak (Arizona, Estados Unidos).